# Andrej Kastsitsyn
Andrej Alehavitj Kastsitsyn (vitryska: Андрэй Алегавiч Касціцын), född 3 februari 1985 i Navapolatsk, Sovjetunionen, är en vitrysk professionell ishockeyspelare som spelar för KHL-laget Sotji Leopards. Han har tidigare spelat för NHL-lagen Montreal Canadiens och Nashville Predators.
Kastsitsyn inledde sin karriär med att spela i en rad olika ligor som till exempel EEHL och RSL innan han blev draftad av Montreal Canadiens i den första rundan som 10:e spelare totalt i 2003 års NHL-draft. Han spelade en del av säsongerna 2005-2006 och 2006-2007 i Canadiens i NHL men tillbringade den största delen av tiden i farmarlaget Hamilton Bulldogs i AHL. Året efter spelade han hela säsongen i NHL och noterades för 26 mål och 27 assist för totalt 53 poäng på 78 matcher. Under sin andra hela säsong i NHL sjönk produktionen något men han gjorde för andra säsongen i rad över 20 mål med sina 23 mål och 18 assist för totalt 41 poäng på 74 matcher.
Kastsitsyn har deltagit vid fem raka VM-turneringar från och med 2003 och en OS-turnering i Vancouver 2010.
Han har en bror som också spelar ishockey, Siarhej Kastsitsyn.